# Aeroportul Bresso
Aeroportul Bresso (IATA: QIB, ICAO: LIMB) este un aeroport din Bresso, città metropolitana di Milano⁠(d), Lombardia, Italia ce deservește zona Milano. A fost deschis în 1912 și numit după Bresso.
Situat la o altitudine de 146 m, aeroportul dispune de 1 pistă. Este operat de Aero Club Milano⁠(d).

## Infrastructură

### Piste
Aeroportul dispune de o singură pistă. Pista are orientarea 18/36. 